# The Bicycle Thief
The Bicycle Thief was een Amerikaanse band opgericht door Bob Forrest. Na het einde van zijn band Thelonious Monster begon Forrest in 1997 te jammen met Josh Klinghoffer. In het begin trad The Bicycle Thief op als een coverband, maar in 1999 namen ze hun eerste album op, genaamd You Come and Go Like a Pop Song, samen met Kevin Fitzgerald. Klinghoffer speelde de gitaar-, keyboard- en drumpartijen van de liedjes. In 2001 werd het album opnieuw uitgebracht, met een veranderde tracklist en een ander artwork. In 2009 werd een live-album genaamd The Way It Used To Be (LIVE) uitgebracht op de website van Bob Forrest om het tienjarig bestaan te vieren.